# Disepholcia caerulea
Disepholcia caerulea är en fjärilsart som beskrevs av Butler 1889. Disepholcia caerulea ingår i släktet Disepholcia och familjen Pantheidae. Inga underarter finns listade i Catalogue of Life.